# جورجینا، انتاریو
جورجینا، انتاریو (به انگلیسی: Georgina) یک Lower-tier municipalities در کانادا است که در Regional Municipality of York واقع شده‌است.

## خصوصیات
جورجینا ۲۸۷٫۷۲ کیلومترمربع مساحت و ۴۳٬۵۱۷ نفر جمعیت دارد.